# Aché
Gli aché (/ɑːˈtʃeɪ/ ah-chay) sono una tribù di cacciatori-raccoglitori che vive nel Paraguay orientale.
Dai primi resoconti gesuiti del XVII secolo fino ai contatti pacifici del XX secolo, gli aché erano descritti come nomadi cacciatori-raccoglitori che vivevano in piccole bande e dipendevano interamente dalle risorse della foresta. Sono noti anche col nome di "Guayakí" grazie alla ricerca sul campo dell'antropologo Pierre Clastres.

## Nome
Gli aché, conosciuti anche come popolo Axe, fu chiamato anche Guaiaqui, Guayakí, Guayaki-Ache, e Guoyagui dai parlanti Guaraní e dai primi antropologi, sebbene questo termine sia dispregiativo.
I primi rapporti pubblicati  (Lozano 1873-74 riassunto dei resoconti gesuiti nel XVII secolo) sugli aché si fa riferimento come "Guajagui", un termine di Guaranì dove la radice "Guaja" significa tribù nemica o cognato e "qui" e un suffisso comune Aché che significa "essenza di" o "avere la proprietà di".
La lingua aché fornisce degli indizi sulla loro origine. Le indagini attuali suggeriscono che ha un lessico Tupí-Guaraní sovrapposto su una struttura grammaticale non presente nelle lingue Guaranì.
Le analisi genetiche suggeriscono che gli aché siano un gruppo biologicamente misto d'origine. Circa il 60-65% sono geni Tupí-Guaraní e il 35-40% sono affini ai Macro-Ge (o Je).

## Storia
Nel XX secolo furono identificati quattro differenti popoli etno-linguistici di aché, quali: gli Aché settentrionali, gli Yvytyruzu Aché, gli Ypety Aché e gli Ñacunday Aché. Ognuna di queste popolazioni fu un gruppo endogamo dialettale, consistente di bande stanziali multiple e con nessuna interazione pacifica tra di loro.
Gli antropologi rimasti in contatto per più anni con gli aché riferiscono che la violenza fra adulti sia molto rara. La poligamia è in ambo i sessi pratica accettata, non possiedono gerarchie di comando e in generale tendono ad allontanare gli individui con tendenze dominatrici. Concepiscono come del tutto normali pratiche come l'infanticidio, specie di individui con pochi capelli (cosa che gli aché interpretano come segno di non avvenuto sviluppo).
Gli aché, a partire dagli anni della Conquista europea hanno sofferto i ripetuti abusi delle coloni rurali paraguaiani, dei rancher, e dei grandi proprietari terrieri, sino al XX secolo. La necessità sempre maggiore di sfuggire a questi soprusi spinse probabilmente alcuni gruppi di aché ad adottare estreme pratiche, come l'omicidio volontario di individui troppo anziani o malati che potessero risultare un peso per la sopravvivenza del gruppo stesso.
Gli aché settentrionali popolavano un territorio di ventimila chilometri quadrati, e furono confinati in due riserve di poco più di 50 chilometri quadrati.
Gli Kuetuvy aché furono cacciati dalla regione di Mbaracayú negli anni settanta, ma sono riusciti a tornare nel 2000.

## Nella cultura di massa
Yuval Noah Harari, nel libro Sapiens - Da animali a dèi parla degli aché come esempio moderno di popolo di cacciatori-raccoglitori. Analizza vari aspetti della loro società, e conclude con il definirli "[..] né angeli né demoni - ma umani."